# Assane Gnoukouri
Assane Demoya Gnoukouri (Divo, Costa de Marfil; 28 de septiembre de 1996), es un futbolista marfileño que juega como Medio centro.

## Trayectoria

### Inicios
Empezó su formación deportivo en la cantera del  Olympique de Marsella. Después de ser exonerado del equipo, en diciembre de 2013, se trasladó al FCD Altovicentino.  En el verano de 2014, Gnoukouri, junto con su hermano menor Zate Wilfried Demoya y sus otros hermanos, Miguel Demoya y Williams Demoya, se trasladaron al Internazionale Primavera.

### Inter de Milán
El 1 de abril de 2015 firma con el primer equipo del Inter de Milán para las próximas 4 temporadas. Hizo su debut profesional con el Inter en la Serie A italiana el 11 de abril de 2015, cuando entró como sustituto de Gary Medel a los 80 minutos en la victoria por 3-0 contra el Hellas Verona.

## Selección nacional

### Categoría inferiores
Gnoukouri nació en Costa de Marfil, pero se crio en Francia cuando era niño antes de pasar su adolescencia en Italia. Fue convocado a la Selección de Costa de Marfil para enfrentar en partido amistoso a Hungría, donde fue suplente y no jugó en el empate 0-0. Debutó en la Selección sub-23 de Costa de Marfil en la derrota por 5-1 ante la Sub-21 de Francia en noviembre de 2016.

## Clubes
Actualizado al 31 de mayo de 2015.
Último partido citado: Internazionale 4 - Empoli 3
| Club                    | Div.                | Temporada           | Liga  | Liga  | Copas Nacionales | Copas Nacionales | Copas Internacionales | Copas Internacionales | Total | Total |
| Club                    | Div.                | Temporada           | Part. | Goles | Part.            | Goles            | Part.                 | Goles                 | Part. | Goles |
| ----------------------- | ------------------- | ------------------- | ----- | ----- | ---------------- | ---------------- | --------------------- | --------------------- | ----- | ----- |
| Inter de Milán · Italia | 1ª                  | 2014-15             | 5     | 0     | 0                | 0                | 0                     | 0                     | 5     | 0     |
| Inter de Milán · Italia | 1ª                  | 2015-16             | 1     | 0     | 1                | 0                | 0                     | 0                     | 2     | 0     |
| Inter de Milán · Italia | Total club          | Total club          | 6     | 0     | 1                | 0                | 0                     | 0                     | 7     | 0     |
| Total en su carrera     | Total en su carrera | Total en su carrera | 6     | 0     | 1                | 0                | 0                     | 0                     | 7     | 0     |